# 旧葛城館
旧葛城館（きゅうかつらぎかん）は、和歌山県橋本市高野口町名倉1053にある旅館建築。JR和歌山線高野口駅前にある。現存する木造3階建ての建築物としては古いものとされる。旅館として営業していた頃の名称は葛城館（かつらぎかん）。

## 歴史
1901年（明治34年）には紀和鉄道名倉駅（現・JR和歌山線高野口駅）が開業し、1903年（明治36年）には高野口駅に改称した。高野口駅は高野山参詣の拠点となり、駅前には十数軒の旅館が立ち並んだとされる。葛城館が開業した時期や建物の建築時期は定かでないが、名倉駅開業後の明治時代後期と推定されている。設計者は不詳。1925年（大正14年）には南海鉄道（現・南海電鉄）がより高野山に近い路線（現・南海高野線）を開業させ、高野口駅の参詣拠点としての地位は薄れていった。
1993年（平成5年）から1994年（平成6年）頃までは宴会場として使用されていたが、1994年（平成6年）に営業を終えて休業した。2001年（平成13年）11月20日に国の登録有形文化財に登録された。建物の老朽化が進行したことから、2012年度（平成24年度）には総工費約3100万円（うち国の補助金170万円）が投じられて保存修理が行われた。2015年秋には芸術祭「WAKAYAMA SALONE 2015」（ワカヤマサローネ）の会場の一つとなった。

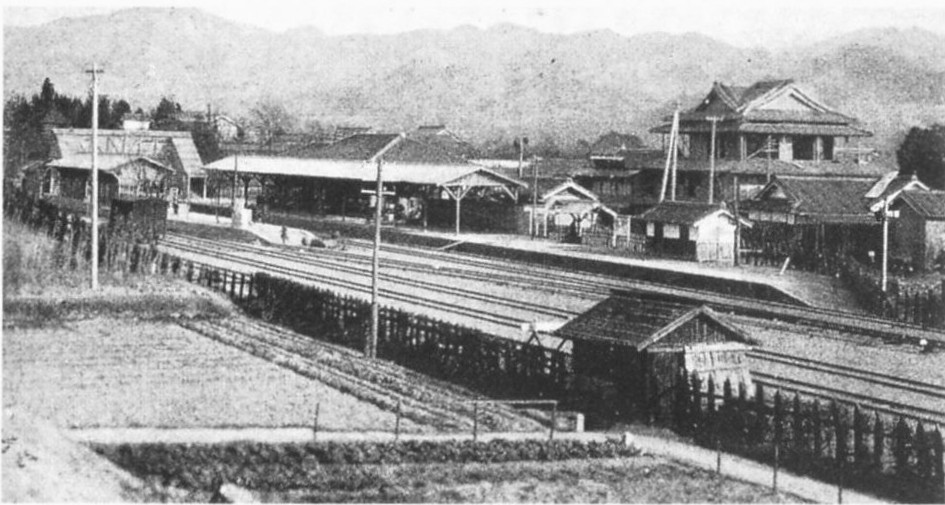
葛城館も見える明治末期の高野口駅

## 建築
建物は明治時代後期建築の木造3階建てで、桁行5間半、梁間5間規模、東西棟、入母屋造、桟瓦葺。正面及び東側面には銅板葺の庇を各階に廻し、屋根正面には瓦葺きの千鳥破風と銅板葺の唐破風を重ねる。正面にはふんだんにガラスが使われている。
高野山口駅が高野山への参詣拠点として栄えていた時代、1907年（明治40年）には235台、1913年（大正2年）には283台もの人力車が駅前に待機していたとされる。1993年（平成5年）には高野口町が当時を模した人力車を製作し、葛城館の1階に常設展示した。2012年（平成24年）に葛城館の保存修理が行われた際、人力車は橋本市産業文化会館「アザレア」に移されている。

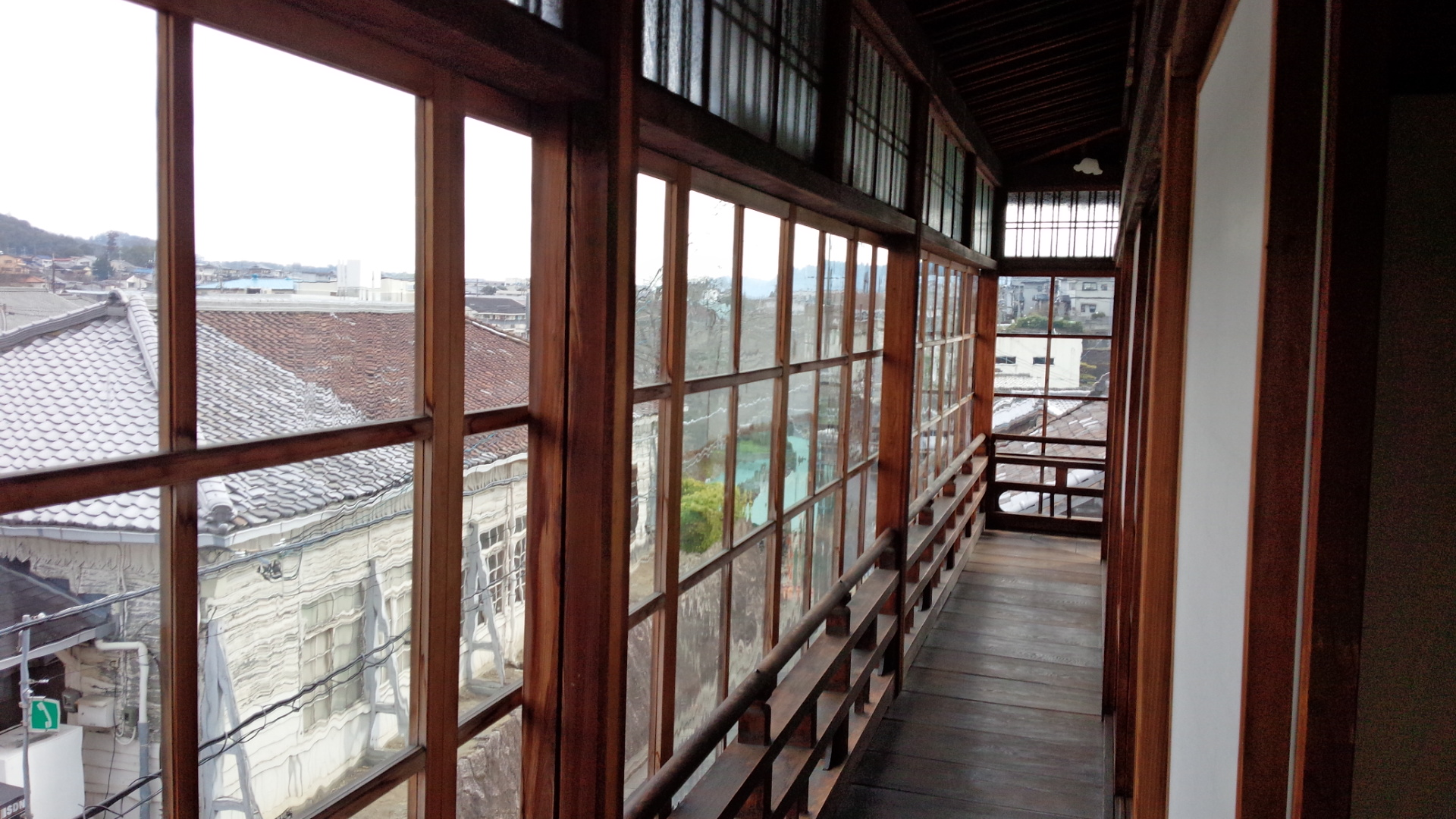
2階の和室廊下

## ギャラリー

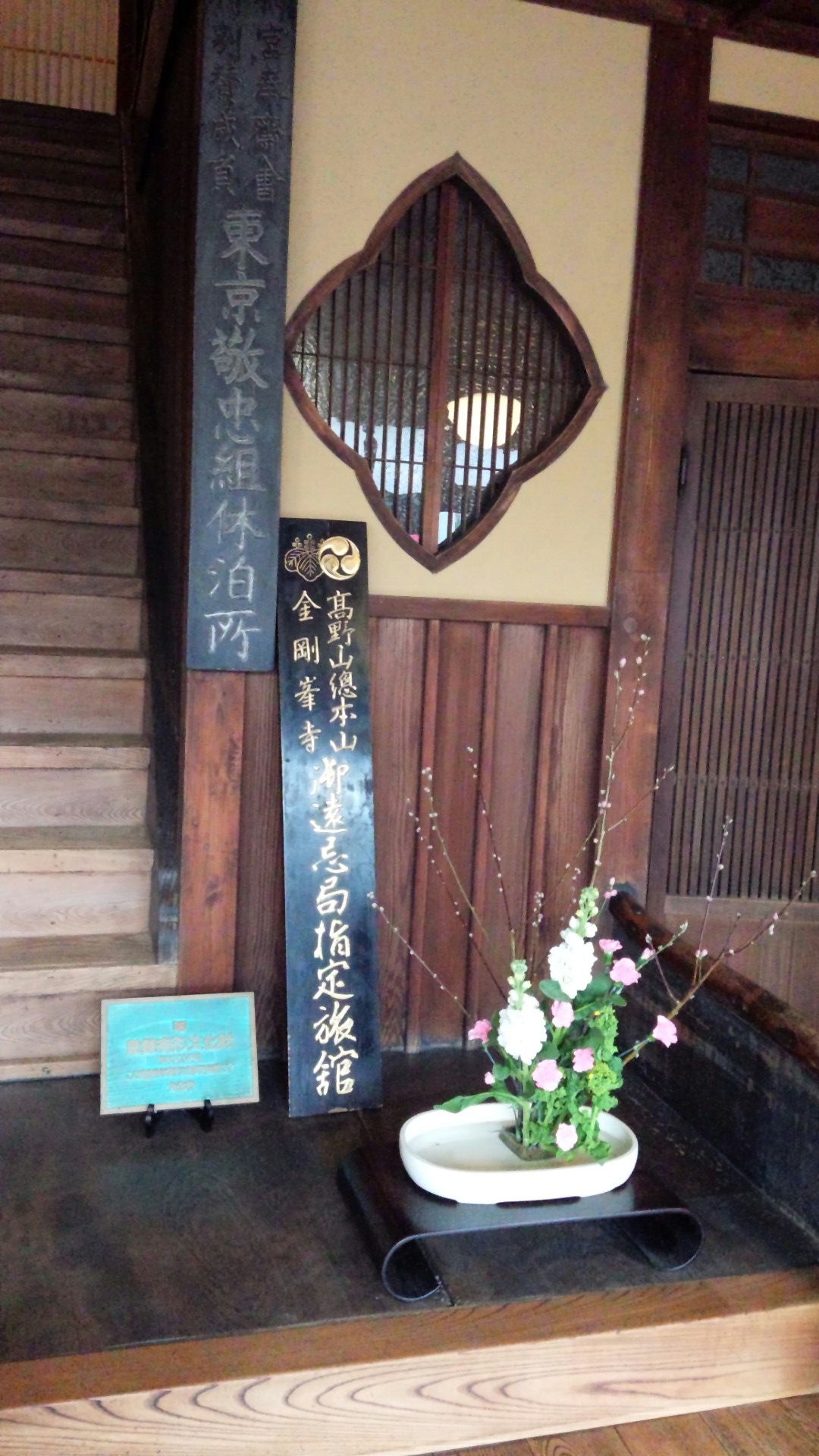
玄関上り口
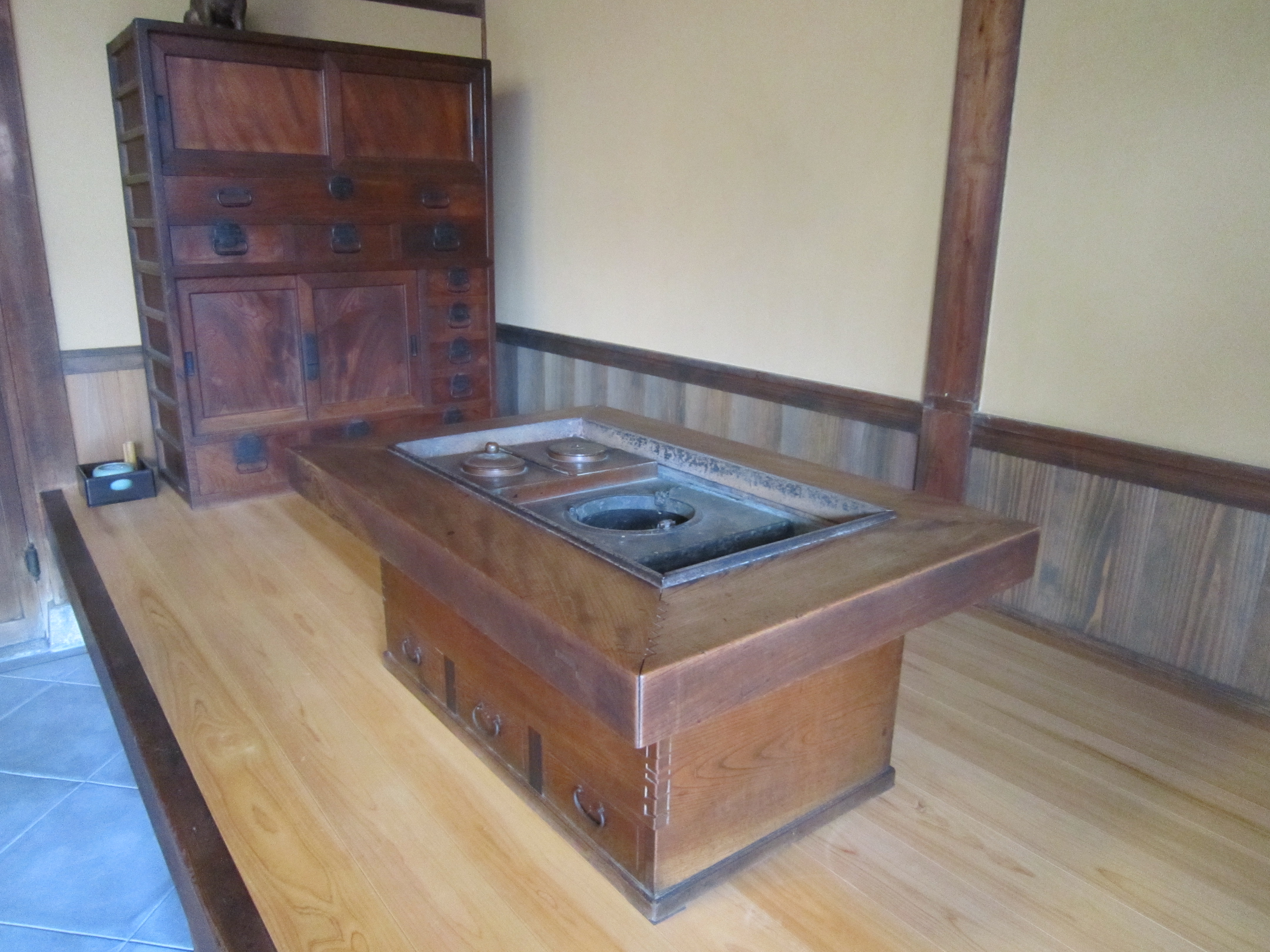
火鉢など
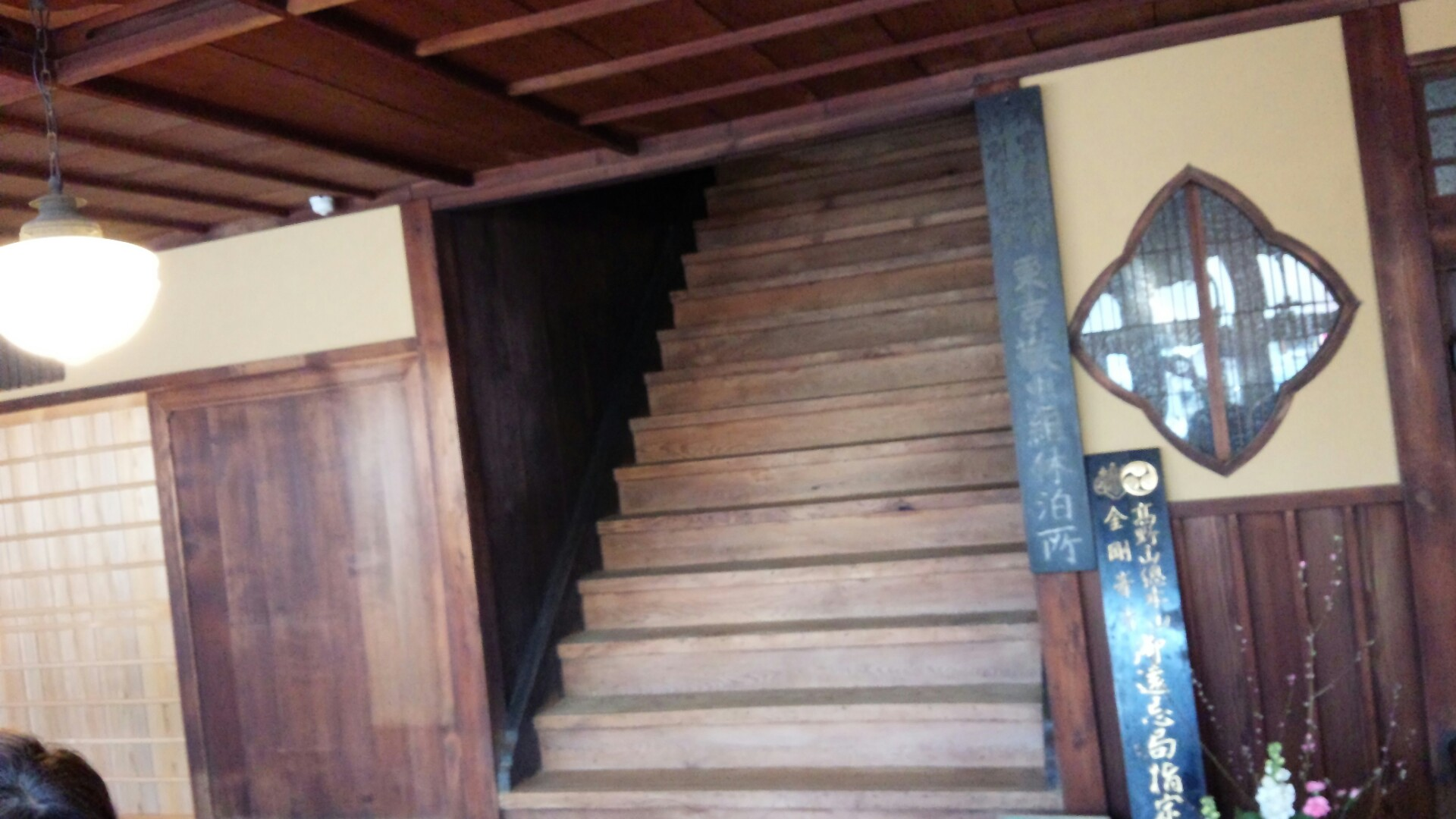
階段部分
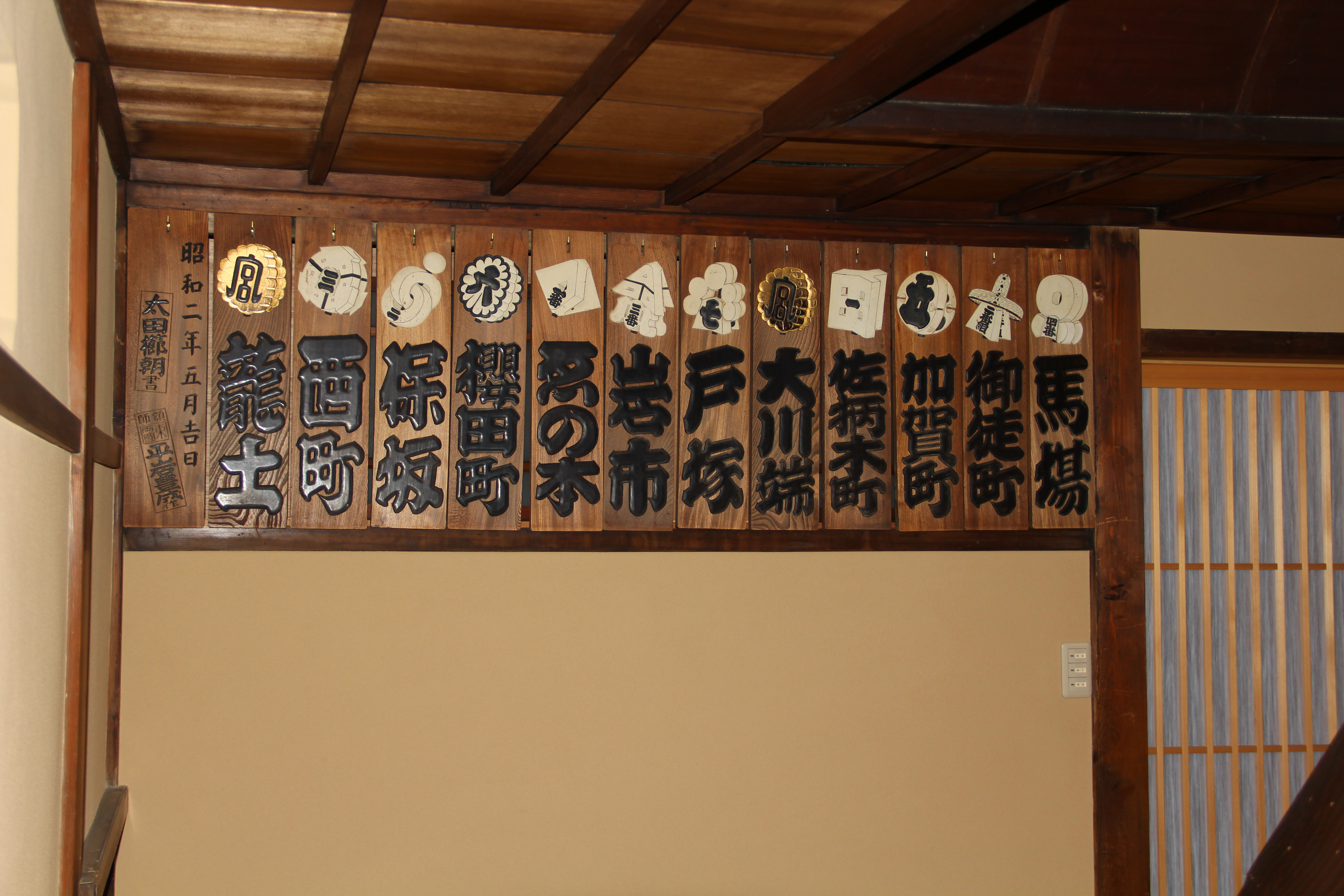
2階にある江戸火消しの札
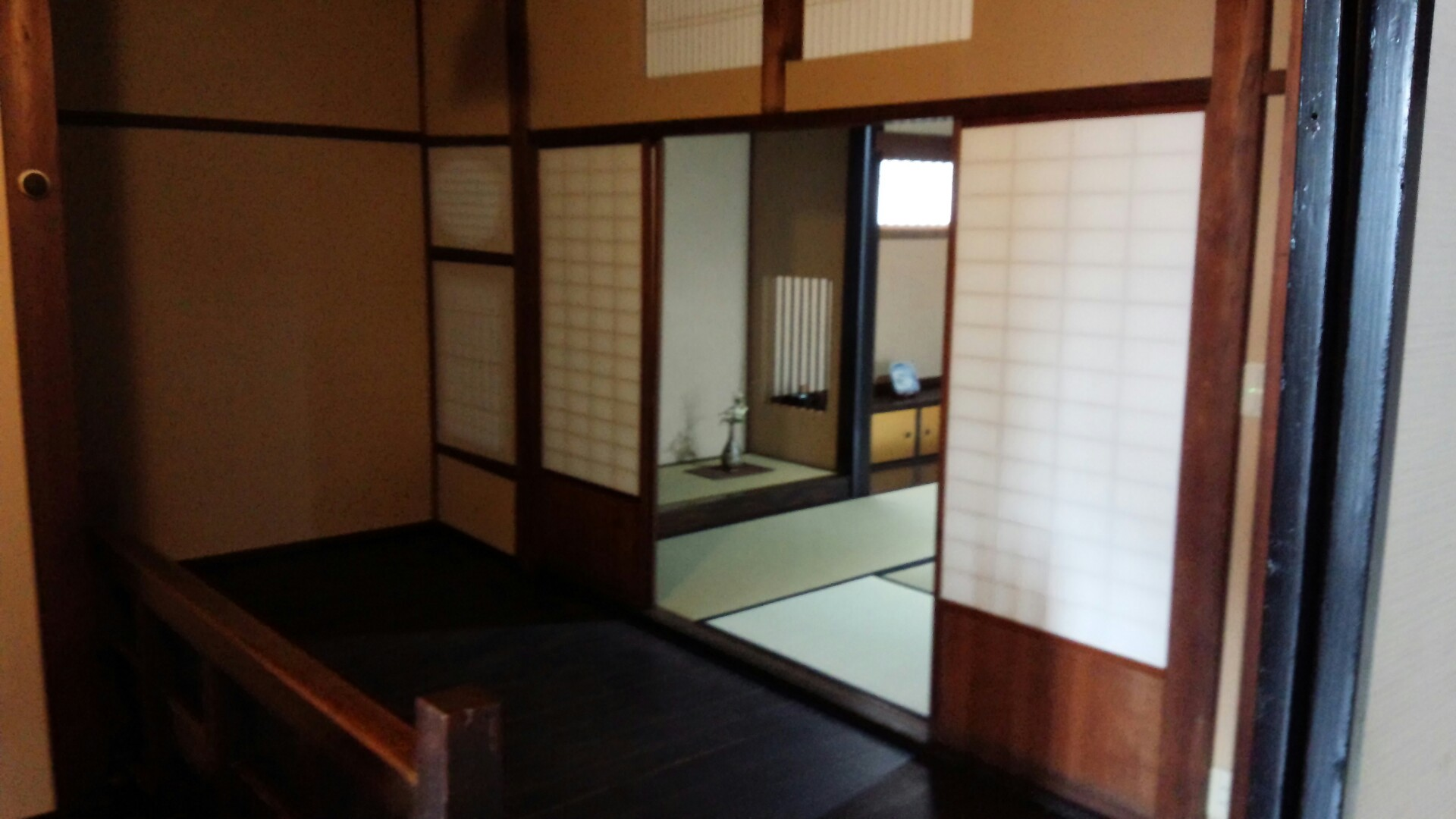
2階和室
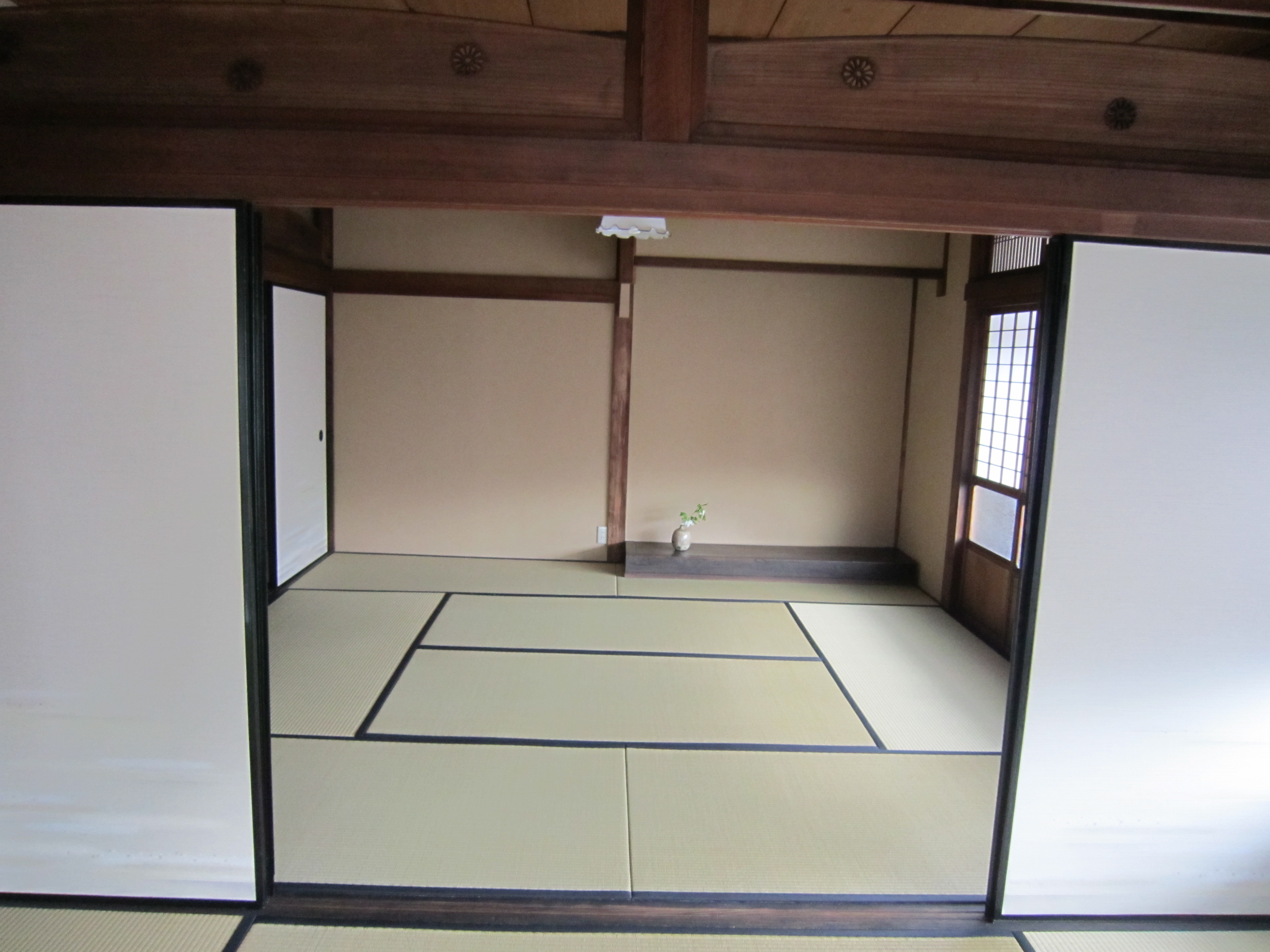
3階座敷
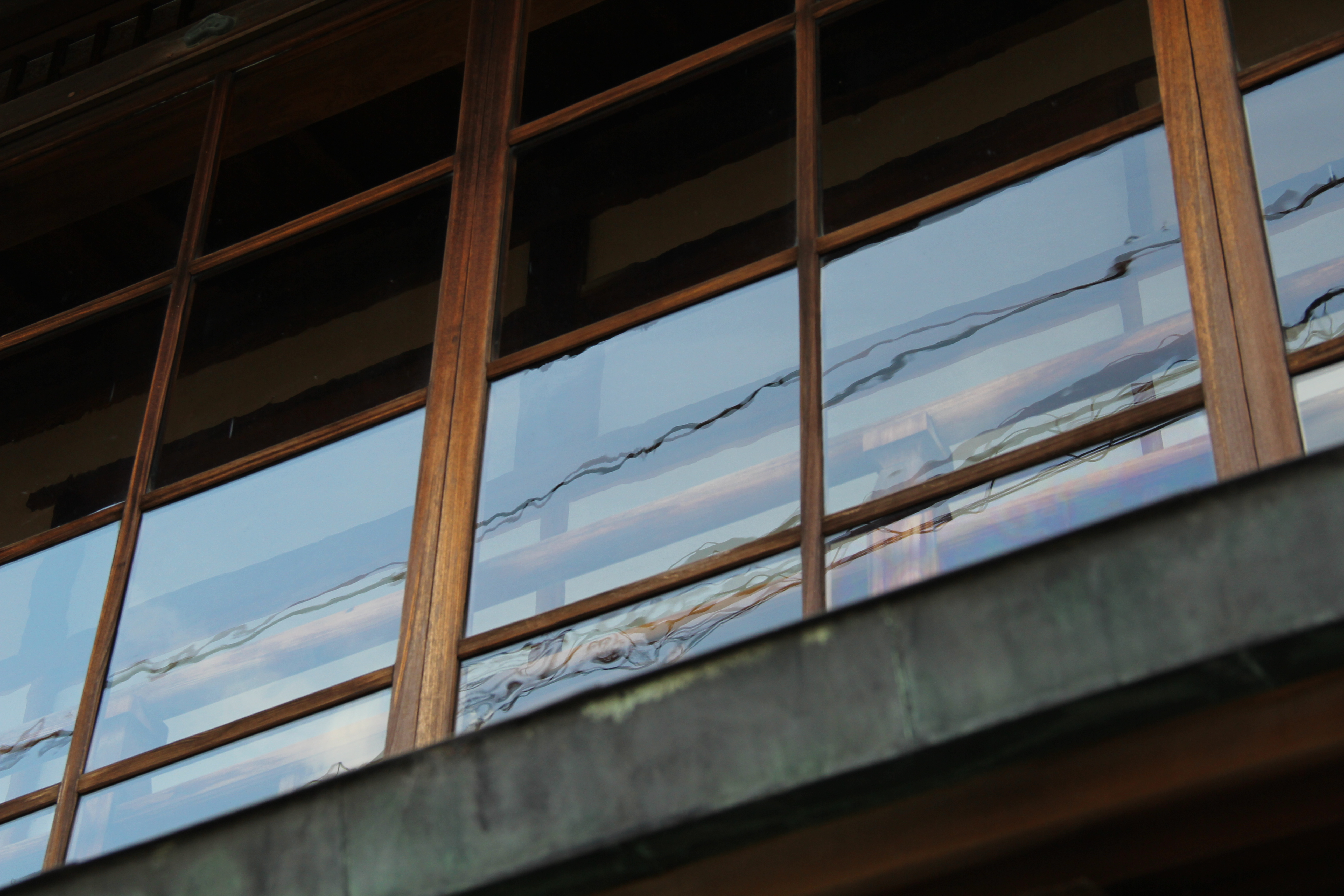
窓ガラス

## 周辺施設
- 橋本市立高野口小学校
- 前田家住宅